# 大谷和子 (東本願寺)
大谷 和子（おおたに ともこ、1830年1月19日（文政12年12月25日） - 1884年（明治17年）6月4日）は、日本の皇族、華族夫人。旧名は和子女王。幼称は嘉恵宮（のちに嘉枝宮）。東本願寺第21世法主・大谷光勝の妻。東本願寺裏方。

## 生涯
1829年（文政12年）12月25日、伏見宮邦家親王の第4王女として生まれ、嘉恵宮（嘉枝宮）と名乗る。のちに祖父である伏見宮貞敬親王の養女となる。1848年（嘉永元年）12月16日、浄土真宗の宗祖親鸞の末裔で東本願寺第21世法主・厳如（大谷光勝）へ降嫁する。
1884年（明治17年）6月4日、逝去。享年55（満54歳没）。

## 家族
- 父母：伏見宮邦家親王 - 妃鷹司景子 - （実母）古山千惠
- 兄弟：晃親王 - 嘉言親王 - 譲仁親王 - 朝彦親王 - 男子 - 貞教親王 - 男子 - 彰仁親王 - 能久親王 - 男子 - 男子 - 博経親王 - 智成親王 - 貞愛親王 - 清棲家教 - 載仁親王 - 依仁親王（女子省略）
- 夫：大谷光勝
- 子：大谷光瑩・大谷勝信 他